# Cytherella
Cytherella is een geslacht van kreeftachtigen uit de klasse van de Ostracoda (mosselkreeftjes).

## Soorten
- Cytherella abnormis Andreev, 1970 †
- Cytherella abyssorum Sars, 1866
- Cytherella aciculata (Roemer, 1838) Brestenska, 1975 †
- Cytherella acuta Urlichs, 1972 †
- Cytherella adenensis Malz & Jellinek, 1989
- Cytherella aegyptiensis Colin & El Dakkak, 1975 †
- Cytherella aequalis Jones, Kirkby & Brady, 1884 †
- Cytherella affiliata (Jones & Kirkby, 1886) Robinson, 1978 †
- Cytherella africana Scott, 1894
- Cytherella afroturonica Bate & Bayliss, 1969 †
- Cytherella ahmadiensis Al-abdul-razzaq, 1981 †
- Cytherella alata Bate, 1972 †
- Cytherella algeriana Yassini, 1980 †
- Cytherella algoaensis Brenner & Oertli, 1976 †
- Cytherella alvearium Bonaduce, Ciampo & Masoli, 1976
- Cytherella amatoi Swain & Xie, 1992 †
- Cytherella anteromarginata Babinot, 1970 †
- Cytherella antheriformis Neale & Singh, 1985 †
- Cytherella antiqua Zalanyi, 1974 †
- Cytherella antunesi Nascimento, 1990 †
- Cytherella apostolescui Ainsworth, 1986 †
- Cytherella appendiculata (Jones, 1849) Jones, 1870 †
- Cytherella arachoides Al-abdul-razzaq, 1981 †
- Cytherella araneosa Chapman & Crespin in Chapman, Crespin & Keble, 1928 †
- Cytherella arcuata Mehes, 1941 †
- Cytherella areolata Seguenza, 1885 †
- Cytherella arostrata Kornicker, 1963
- Cytherella ascolii Guernet, 1988 †
- Cytherella aspera Jones, 1867 †
- Cytherella asperula (Reuss, 1844) Jones, Kirkby & Brady, 1884 †
- Cytherella assamensis Neale & Singh, 1985 †
- Cytherella atrata Tolmachoff, 1934 †
- Cytherella attenuata (Jones & Kirkby, 1880) Jones & Kirkby, 1886 †
- Cytherella atypica Bate, 1972 †
- Cytherella austinoidea Swain & Xie, 1992 †
- Cytherella australoamericana Bertels, 1968 †
- Cytherella baingoinensis Ye (Chun-Hui), 1987 †
- Cytherella ballangei Milhau, 1993 †
- Cytherella banda Benson, 1959
- Cytherella barpatharensis Neale & Singh, 1985 †
- Cytherella bashai Rosenfeld & Gerry, 1987 †
- Cytherella bathyalis Bonaduce, Ciliberto, Masoli, Minichelli & Pugliese, 1982
- Cytherella beibuwanensis Liu, 1981 †
- Cytherella bellmuscosa Mehes, 1941 †
- Cytherella bellsi McKenzie, Reyment & Reyment, 1991 †
- Cytherella bensoni Dingle, 1984 †
- Cytherella bermudensis Maddocks in Maddocks & Iliffe, 1986
- Cytherella bernensis Oertli, 1958 †
- Cytherella berthoui Colin & Lauverjat, 1974 †
- Cytherella berwynensis Bradfield, 1935 †
- Cytherella beyrichi (Reuss, 1851) Bornemann, 1855 †
- Cytherella beyrichoides Swain & Brown, 1964 †
- Cytherella bigemina Mostafawi, 2003
- Cytherella bipartita Seguenza, 1880 †
- Cytherella biplicatula Lienenklaus, 1900 †
- Cytherella bissoni Milhau, 1993 †
- Cytherella boegeri Mostafawi, 1987 †
- Cytherella bradyi Seguenza, 1880 †
- Cytherella brettingi Mohammed & Keyser, 2012
- Cytherella brevis Jones, 1870 †
- Cytherella brevisulcata Bradfield, 1935 †
- Cytherella buaboensis Luebimova & Sanchez, 1974 †
- Cytherella burcki Bold, 1946 †
- Cytherella cadomensis (Bizon, 1960) Bodergat et al., 1985 †
- Cytherella caelata Bold, 1963 †
- Cytherella caepae Hu & Tao, 2008
- Cytherella calabra Seguenza, 1880 †
- Cytherella callosa Fischer in Dilger, 1963 †
- Cytherella canavarii Neviani, 1928 †
- Cytherella caucasica Schneider in Suzin, 1956 †
- Cytherella cavilla Luebimova, 1965 †
- Cytherella cavisiata Chochlova, 1960 †
- Cytherella celticensis Ainsworth, 1985 †
- Cytherella charmant Milhau, 1993 †
- Cytherella chathamensis Weaver, 1982 †
- Cytherella chipolensis Puri, 1954 †
- Cytherella cincta Malz & Jellinek, 1989
- Cytherella circulata Boucek, 1936 †
- Cytherella circumpunctata Ciampo, 1976 †
- Cytherella collapsa Grekoff, 1963 †
- Cytherella comanchensis Alexander, 1929 †
- Cytherella comanchoidea Swain & Xie, 1992 †
- Cytherella complanata (Reuss, 1844) Reuss, 1854 †
- Cytherella compressa (Muenster, 1830) Bosquet, 1852
- Cytherella comptusa Rosyjeva, 1962 †
- Cytherella concava Weaver, 1982 †
- Cytherella concentrica Field, 1966 †
- Cytherella concinna Jones, Kirkby & Brady, 1884 †
- Cytherella confusa Lienenklaus, 1900 †
- Cytherella consanguinea Seguenza, 1880 †
- Cytherella consolida Guan, 1978 †
- Cytherella constricta Delo, 1930 †
- Cytherella consueta Deltel, 1963 †
- Cytherella contracta Veen, 1932 †
- Cytherella cordyloformis Guan, 1978 †
- Cytherella cornueli Ainsworth, 1985 †
- Cytherella corpusculum Swanson, Jellinek & Malz, 2005
- Cytherella coryelli Benson & Tatro, 1964 †
- Cytherella crassivalvis Pokorny, 1973 †
- Cytherella cribrosa Brady, 1880
- Cytherella crucifera Jones, 1895 †
- Cytherella cubensis Bold, 1946 †
- Cytherella cuneata Seguenza, 1886
- Cytherella cuneiformis Hartmann, 1974
- Cytherella cuneolus Brady, 1870
- Cytherella curta Masumov, 1973 †
- Cytherella daubeana Bradfield, 1935 †
- Cytherella definita Donze, 1966 †
- Cytherella deminexensis Ainsworth, 1989 †
- Cytherella densa Luebimova & Sanchez, 1974 †
- Cytherella densepunctata Margerie, 1967 †
- Cytherella dentifera Mehes, 1941 †
- Cytherella deopanica Neale & Singh, 1985 †
- Cytherella depressa Donze, 1962 †
- Cytherella designata Luebimova, 1955 †
- Cytherella dictyon Malz & Jellinek, 1989
- Cytherella dilatata (Reuss, 1850) Kollmann, 1960 †
- Cytherella dilatata Donze, 1964 †
- Cytherella discostata (Whatley, Cooke & Warne, 1995)
- Cytherella disjuncta Luebimova & Mohan, 1960 †
- Cytherella dissimilis Donze, 1965 †
- Cytherella dissimilodea Swain & Xie, 1992 †
- Cytherella dixoni Jones & Sherborn, 1887 †
- Cytherella dominicana Bold, 1968 †
- Cytherella dordoniensis Damotte, 1971 †
- Cytherella dorsifornicata Luebimova & Sanchez, 1974 †
- Cytherella dozyi Bold, 1946 †
- Cytherella draco Pietrzeniuk, 1969 †
- Cytherella dromedaria Brady, 1880
- Cytherella dubitabilis Rosyjeva, 1962 †
- Cytherella eburnea Brady, 1898
- Cytherella eburnea Witte, 1993
- Cytherella elliotti Holden, 1964 †
- Cytherella ellipsoides Boucek, 1936 †
- Cytherella elliptica Brady, 1878
- Cytherella elongata (Reuss, 1844) Jones, Kirkby & Brady, 1884 †
- Cytherella emaciata Geis, 1932 †
- Cytherella eosulcata Colin, 1974 †
- Cytherella exquisita Neale, 1962 †
- Cytherella extuberata (Jones & Kirkby, 1880) Jones & Kirkby, 1886 †
- Cytherella fabacea Bornemann, 1855 †
- Cytherella facilis Andreev, 1966 †
- Cytherella fastnetensis Ainsworth, 1985 †
- Cytherella fimbricinctus Sutton & Williams, 1939 †
- Cytherella firma Huang, 1975 †
- Cytherella fischeri Terquem, 1878
- Cytherella flacherensis Donze, 1966 †
- Cytherella fluctaforma Smith (J. K.), 1978 †
- Cytherella fornicata Apostolescu, 1957 †
- Cytherella foveolata Wright, 1931 †
- Cytherella fragilis Neale, 1962 †
- Cytherella fragum Jellinek, 1993
- Cytherella fredericksburgensis Alexander, 1932 †
- Cytherella fullonica Jones & Sherborn, 1888 †
- Cytherella fusiforma Ducasse, 1967 †
- Cytherella gabonensis Neufville, 1973 †
- Cytherella gamardensis Deltel, 1963 †
- Cytherella gambiensis Apostolescu, 1963 †
- Cytherella gaultina Wilkinson, 1990 †
- Cytherella geisi Croneis & Gale, 1939 †
- Cytherella gingensis (Waagen, 1867) Jones, Kirkby & Brady, 1884 †
- Cytherella glanduliformis (Terquem, 1885) Luebimova & Mohan, 1960 †
- Cytherella gloria Coryell & Sample, 1932 †
- Cytherella govindani Bhandari, 1992 †
- Cytherella gracilis Lienenklaus, 1894 †
- Cytherella granum Wenjukoff, 1886 †
- Cytherella grindrodiana (Jones & Holl, 1869) Bassler & Kellett, 1934 †
- Cytherella grossefoveata (Guembel, 1871) Jones, Kirkby & Brady, 1884 †
- Cytherella grossmani Benson & Coleman, 1963
- Cytherella gruendeli Weaver, 1982 †
- Cytherella guasarensis Bold, 1957 †
- Cytherella guatemalensis Bold, 1946 †
- Cytherella guayacanensis Luebimova & Sanchez, 1974 †
- Cytherella guhai Neale & Singh, 1986 †
- Cytherella gullrockensis McKenzie, Reyment & Reyment, 1991 †
- Cytherella gunnelli Morey, 1935 †
- Cytherella gyrosa (Roemer, 1838) Guernet, 1992 †
- Cytherella hanaii Omatsola, 1970
- Cytherella hannai Howe & Lea in Howe & Law, 1936 †
- Cytherella harmoniensis Bold, 1960 †
- Cytherella harpago Kornicker, 1963
- Cytherella harrymutvei Stambolidis, 1980
- Cytherella harudiensis Khosla & Pant, 1988 †
- Cytherella hastata Neale & Singh, 1985 †
- Cytherella hausmanni Brenner & Oertli, 1976 †
- Cytherella hazeli Bonaduce, Ruggieri, Russo & Bismuth, 1992 †
- Cytherella hemipuncta Swanson, 1969 †
- Cytherella hermargentina Whatley, Moguilevsky, Chadwick, Toy & Ramos, 1998
- Cytherella herricki Brown, 1957 †
- Cytherella hiatus Swanson, Jellinek & Malz, 2005
- Cytherella hibernica Jones, Kirkby & Brady, 1884 †
- Cytherella hispida Seguenza, 1880 †
- Cytherella hiwanneensis Howe & Lea in Howe & Law, 1936 †
- Cytherella hyalina Mehes, 1941 †
- Cytherella ihsaniyensis Soenmez-Goekcen, 1973 †
- Cytherella impressa Jones, Kirkby & Brady, 1884 †
- Cytherella inaccessa Reschetnikova, 1984 †
- Cytherella inaequalis Moyes, 1965 †
- Cytherella inaequata Donze, 1966 †
- Cytherella inaequata Luebimova, 1960 †
- Cytherella inaequivalva Dingle, 1969 †
- Cytherella inclinata Luebimova, 1965 †
- Cytherella incohata Zhao (Yi-Chun) & Whatley, 1989
- Cytherella index Oertli, 1959 †
- Cytherella indiana Banerji, 1970 †
- Cytherella indica Neale & Singh, 1986 †
- Cytherella inferior Ducasse, 1967 †
- Cytherella inflata (Drexler, 1959) Field, 1966 †
- Cytherella inflexa Egger, 1858 †
- Cytherella infrequens Kuznetsova, 1961 †
- Cytherella iniquiorata Al-abdul-razzaq, 1981 †
- Cytherella insculptilla Huff, 1970 †
- Cytherella intercalaris Jones & Kirkby, 1895 †
- Cytherella intermedia Bornemann, 1855 †
- Cytherella interpunctata Malz & Jellinek, 1989
- Cytherella intonsa Swanson, Jellinek & Malz, 2005
- Cytherella intumescens Reed, 1927 †
- Cytherella iowensis (Jones, Kirkby & Brady, 1884) Bassler & Kellett, 1934 †
- Cytherella iraqiensis Ubide & Khalaf, 2010 †
- Cytherella irgisensis Luebimova, 1955 †
- Cytherella japonica Ishizaki, 1983 †
- Cytherella javaseaensis Dewi, 1997
- Cytherella jenensis Kozur, 1968 †
- Cytherella joalensis Witte, 1993
- Cytherella jolliffana Bradfield, 1935 †
- Cytherella jonesi Neale, 1975 †
- Cytherella jonesiana Bosquet, 1852 †
- Cytherella jurassica Wasfi, El Sweify & Abdelmalik, 1982 †
- Cytherella kalensis Soenmez-Goekcen, 1973 †
- Cytherella kallakkudiensis Jain, 1976 †
- Cytherella kallarensis Sastry & Mamgain, 1972 †
- Cytherella kansasensis Morrow, 1934 †
- Cytherella karadarjensis Mehes, 1913 †
- Cytherella kellettae (Munsey, 1953) Bold, 1960 †
- Cytherella kemischdagica Kuznetsova, 1961 †
- Cytherella kempfi Whatley, 1986 †
- Cytherella khalidrazzaki Al-abdul-razzaq, 1981 †
- Cytherella kingstonensis McKenzie, Reyment & Reyment, 1990
- Cytherella kirkukiensis Ubide & Khalaf, 2010 †
- Cytherella knysnaensis Dingle in Dingle & Klinger, 1972 †
- Cytherella koegleri Mostafawi, 1992 †
- Cytherella kornickeri Maddocks in Maddocks & Iliffe & Iliffe, 1986
- Cytherella kozialis Soenmez-Goekcen, 1973 †
- Cytherella krimensis Neale, 1966 †
- Cytherella kunradensis Veen, 1932 †
- Cytherella kuwaitensis Al-abdul-razzaq, 1981 †
- Cytherella kythirensis Mostafawi, 1990 †
- Cytherella laevis Brady, 1867
- Cytherella laevis (Williamson, 1847) Jones, Kirkby & Brady, 1884 †
- Cytherella laganella (Brady, 1880) Sharapova, 1937
- Cytherella lagenalis Marliere, 1958
- Cytherella lakhpatensis Khosla & Pant, 1988 †
- Cytherella lata Brady, 1880
- Cytherella latissima Andreev, 1966 †
- Cytherella latiuscula Andreev, 1966 †
- Cytherella lebanonensis Howe, 1951 †
- Cytherella leizhouensis Gou in Gou, Zheng & Huang, 1983 †
- Cytherella leopolitana (Reuss, 1851) Reuss, 1854 †
- Cytherella levipunctata Aruta, 1983 †
- Cytherella levisulcata Kristan-Tollmann, 1979 †
- Cytherella libyaensis El-Waer, 1988 †
- Cytherella limpida Blaszyk, 1967 †
- Cytherella lindiensis Ahmad, Neale & Siddiqui, 1991 †
- Cytherella lindseyensis Lord, 1974 †
- Cytherella lismorensis Mckenzie, 1984 †
- Cytherella londinensis Jones, 1857 †
- Cytherella longa Makhkamov, 1982 †
- Cytherella loukornickeri Mckenzie, 1984 †
- Cytherella lowndesensis Smith (J. K.), 1978 †
- Cytherella lubimovae Neale, 1966 †
- Cytherella luciae Seguenza, 1886
- Cytherella lucida Seguenza, 1880 †
- Cytherella ludbrookae Neale, 1975 †
- Cytherella lunata Stoddart, 1861 †
- Cytherella lustris Luebimova, 1965 †
- Cytherella maculosa Malz & Jellinek, 1989
- Cytherella maddocks Lerner-Seggev, 1972
- Cytherella malzi Luebimova & Sanchez, 1974 †
- Cytherella mandawaensis Bate, 1975 †
- Cytherella mantelliana (Jones, 1849) Jones, 1870 †
- Cytherella maremensis Artüz, Gülen & Kubanç, 2013
- Cytherella marginata (Bosquet, 1852) Bosquet, 1868 †
- Cytherella marlboroensis Ulrich, 1901 †
- Cytherella maryoensis Ye (Chun-Hui), 1987 †
- Cytherella masuguluensis Bate, 1975 †
- Cytherella mayyanadensis Khosla & Nagori, 1988 †
- Cytherella mediasulcata Mette, 1993 †
- Cytherella mediocalva Ahmad, Neale & Siddiqui, 1991 †
- Cytherella medwayensis Weaver, 1982 †
- Cytherella mehesi Brestenska, 1975 †
- Cytherella meijeri Esker, 1968 †
- Cytherella mejanguerensis Hartmann, 1959
- Cytherella mexicana Cushman, 1925 †
- Cytherella micrometrica Seguenza, 1886
- Cytherella mientienensis (Grabau, 1926) Bassler & Kellett, 1934 †
- Cytherella minima Kummerow, 1924 †
- Cytherella minutissima Hao (Yi-Chun) in Ruan & Hao (Yi-Chun), 1988
- Cytherella mirusa Rosyjeva, 1962 †
- Cytherella molaris Coryell & Rogatz, 1932 †
- Cytherella montensis Marliere, 1958
- Cytherella moremani Alexander, 1929 †
- Cytherella moyesi Nascimento, 1990 †
- Cytherella multifossa Smith (J. K.), 1978 †
- Cytherella murchisoniana Jones & Kirkby, 1875 †
- Cytherella mushoriensis Ubide & Khalaf, 2010 †
- Cytherella nagaseae Swain & Xie, 1992 †
- Cytherella nagquensis Ye (Chun-Hui), 1987 †
- Cytherella nalukundiensis Bate & Bayliss, 1969 †
- Cytherella namibensis Dingle, 1992
- Cytherella nanhaiensis Zhao (Yi-Chun) (Quan-Hong) in Zhao (Yi-Chun), Wang & Zhang, 1985
- Cytherella navarroensis Alexander, 1929 †
- Cytherella navetensis Bold, 1960 †
- Cytherella neuburgensis Oertli, 1965 †
- Cytherella nitida Brady, 1869
- Cytherella nota Luebimova, 1955 †
- Cytherella nyssa Hao (Yi-Chun) in Ruan & Hao (Yi-Chun), 1988
- Cytherella obesa Jones, Kirkby & Brady, 1884 †
- Cytherella obliquata Brady, 1884 †
- Cytherella oblonga Permyakova, 1970 †
- Cytherella oblonga Zalanyi, 1944 †
- Cytherella obovata Jones & Hinde, 1890 †
- Cytherella obscura Luebimova & Mohan, 1960 †
- Cytherella obtusa Zalanyi, 1959 †
- Cytherella obtusata Mueller, 1912
- Cytherella oertlii Baynova & Talev, 1964 †
- Cytherella oliviformis (Terquem, 1885) Luebimova & Mohan, 1960 †
- Cytherella olosa Omatsola, 1970
- Cytherella omatsolai Hartmann, 1974
- Cytherella ondaatjei Scott, 1905
- Cytherella optima Ruan in Ruan & Hao (Yi-Chun), 1988
- Cytherella orakeiensis Chapman, 1926 †
- Cytherella ornata Luebimova, 1955 †
- Cytherella ottervillica Bradfield, 1935 †
- Cytherella ovalis Brady, 1911
- Cytherella ovalis Terquem, 1885 †
- Cytherella ovalis (Stoddart, 1861) Jones, Kirkby & Brady, 1884 †
- Cytherella ovata (Roemer, 1841) Bosquet, 1860 †
- Cytherella ovatiformis Ulrich, 1891 †
- Cytherella ovoidale Donze, 1962 †
- Cytherella ovoidea Alexander, 1929 †
- Cytherella ovoidea Donze, 1962 †
- Cytherella ovula (Terquem, 1886) Luebimova & Mohan, 1960 †
- Cytherella ovularia Swain, 1967
- Cytherella palanaensis Khosla, 1973 †
- Cytherella pandora Kornicker, 1963
- Cytherella papillosolineata Seguenza, 1886
- Cytherella parallela (Reuss, 1844) Reuss, 1854 †
- Cytherella paramuensteri Swain & Peterson, 1952 †
- Cytherella paranitida Whatley & Downing, 1984 †
- Cytherella parapunctata Swain, 1967
- Cytherella parascotti Dingle, 1969 †
- Cytherella paratuberculifera Andreev, 1970 †
- Cytherella paucipunctata Pietrzeniuk, 1969 †
- Cytherella paupercula Blake, 1876 †
- Cytherella perennis Blaszyk, 1967 †
- Cytherella permiana Zalanyi, 1974 †
- Cytherella permutata Swanson, Jellinek & Malz, 2005
- Cytherella perpolita Luebimova & Sanchez, 1974 †
- Cytherella persensis Crasquin-Soleau & Teherani, 1995 †
- Cytherella pestiensis (Mehes, 1941) Brestenska, 1975 †
- Cytherella piacabucuensis Neufville, 1973 †
- Cytherella pilicae Kubiatowicz, 1983 †
- Cytherella pinarensis Luebimova & Sanchez, 1974 †
- Cytherella pinnata McKenzie, Reyment & Reyment, 1993 †
- Cytherella plana Veen, 1932 †
- Cytherella plattensis Anderson, 1964 †
- Cytherella pleistocenica Bergue, Coimbra & Cronin, 2007 †
- Cytherella plusminusve Swanson, Jellinek & Malz, 2005 †
- Cytherella polita Brady, 1869
- Cytherella ponderosa Witte, 1993
- Cytherella pori Lerner-Seggev, 1964
- Cytherella postagrena Boomer, 1999 †
- Cytherella postangulata Babinot, 1980 †
- Cytherella posterocontracta Bate & Bayliss, 1969 †
- Cytherella posterodorsodirecta Andreu-bousset, 1991 †
- Cytherella posteropunctata Reyment, 1960 †
- Cytherella posterospinosa Herrig, 1963 †
- Cytherella posterospinosa Boomer, 1999 †
- Cytherella posterosulcata Al-abdul-razzaq, 1981 †
- Cytherella posterotuberculata Kingma, 1948 †
- Cytherella praecaoomensis (Knitter, 1984) Boomer, 1992 †
- Cytherella praehumilis Kollmann, 1962 †
- Cytherella praetoarcensis Boomer, 1991 †
- Cytherella prevalida Chapman, 1921 †
- Cytherella producta Zalanyi, 1974 †
- Cytherella promusa Rosyjeva, 1962 †
- Cytherella protuberantis Luebimova & Guha, 1960 †
- Cytherella proxima Coryell & Sample, 1932 †
- Cytherella pulchella Ruggieri, 1967 †
- Cytherella pulchra Brady, 1866
- Cytherella pumila Scott, 1894
- Cytherella pumpkinae Hu & Tao, 2008
- Cytherella punctata Brady, 1866
- Cytherella pyriformis (Cornuel, 1846) Deroo, 1957 †
- Cytherella quaesita Roth, 1929 †
- Cytherella raibliana Guembel, 1869 †
- Cytherella rajasthanica Mamgain & Chatterjee, 1977 †
- Cytherella rajui Guha & Shukla, 1974 †
- Cytherella rannensis Neale & Singh, 1986 †
- Cytherella rasilisa Rosyjeva, 1962 †
- Cytherella recta (Sharapova, 1939) Luebimova, 1955 †
- Cytherella reducta Reschetnikova, 1984 †
- Cytherella regularis Jones, Kirkby & Brady, 1884 †
- Cytherella reniformis (Bosquet, 1847) Jones, Kirkby & Brady, 1884 †
- Cytherella renzi Banerji, 1970 †
- Cytherella ressenensis Baynova & Talev, 1964 †
- Cytherella retiangula Huang, 1975 †
- Cytherella reticulata Seguenza, 1886
- Cytherella reticuloornata Knitter, 1983 †
- Cytherella retroflexa Mostafawi, 2003
- Cytherella reussii Jones & Sherborn, 1887 †
- Cytherella richteriana (Jones, 1859) Bassler & Kellett, 1934 †
- Cytherella rizzolensis Seguenza, 1886
- Cytherella robusta Colalongo & Pasini, 1980 †
- Cytherella roemeri Jones & Sherborn, 1887 †
- Cytherella rotundata Jones, Kirkby & Brady, 1884 †
- Cytherella russoi Sissingh, 1972 †
- Cytherella rwhatleyi Brandão, 2008
- Cytherella sangiranensis Kingma, 1948 †
- Cytherella santosensis Bergue, Coimbra & Cronin, 2007 †
- Cytherella saraballentae Ceoli, Whatley, Fauth & Concheyro, 2015 †
- Cytherella sarakundaensis Apostolescu, 1963 †
- Cytherella schwarzi Dingle in Dingle & Klinger, 1972 †
- Cytherella scotica Brady, 1867
- Cytherella scotti Alexander, 1929 †
- Cytherella scutulum Ruggieri, 1976 †
- Cytherella semitalis Brady, 1868
- Cytherella sergipensis Neufville, 1973 †
- Cytherella sericea Mostafawi, 2003
- Cytherella serpentiensis Bold, 1960 †
- Cytherella serratula (Brady, 1880) Whatley & Coles, 1987
- Cytherella serrulata Brady & Norman, 1896
- Cytherella sextoni Masumov & Bykovskaya, 1978 †
- Cytherella shahi Bhandari, 1992 †
- Cytherella shiranishensis Ubide & Khalaf, 2010 †
- Cytherella sicula Seguenza, 1886
- Cytherella sidoiqum Bhandari, 1992 †
- Cytherella similis Brady, 1870
- Cytherella simplex Jones & Kirkby, 1884 †
- Cytherella solenoides (Reuss, 1846) Jones, Kirkby & Brady, 1884 †
- Cytherella speetonensis Kaye, 1963 †
- Cytherella spergenensis Geis, 1932 †
- Cytherella stainforthi Bold, 1960 †
- Cytherella staringi Veen, 1932 †
- Cytherella strangulata Ducasse, 1967 †
- Cytherella subfusiformis (Sandberger & Sandberger, 1856) Oehlert, 1897 †
- Cytherella sublimis Luebimova, 1965 †
- Cytherella submarginata Ulrich, 1901 †
- Cytherella subobtusa Huang, 1983 †
- Cytherella subovata Jones, 1884 †
- Cytherella subparallela Jones, 1893 †
- Cytherella subreniformis Jones, Kirkby & Brady, 1884 †
- Cytherella subrotunda Ulrich, 1894 †
- Cytherella subtruncata Chapman, 1914 †
- Cytherella sulcata Veen, 1932 †
- Cytherella sulcellata Gruendel, 1974 †
- Cytherella sulcosa Chapman & Crespin in Chapman, Crespin & Keble, 1928 †
- Cytherella suprajurassica Oertli, 1957 †
- Cytherella sylverinica Howe & Law, 1936 †
- Cytherella sylvesterbradleyi Reyment, 1963 †
- Cytherella symmetrica Jones, 1884 †
- Cytherella tatei Jones, 1885 †
- Cytherella tawaica Tewari & Singh, 1967 †
- Cytherella tennia Vronskaya, 1970 †
- Cytherella tenuis (Sharapova, 1939) Luebimova, 1955 †
- Cytherella terminopunctata Holden, 1964 †
- Cytherella terquemi Sissingh, 1972 †
- Cytherella terquemites Coryell, 1963 †
- Cytherella texana Stadnichenko, 1927 †
- Cytherella textum Holden, 1976 †
- Cytherella thrakiensis Stambolidis, 1980
- Cytherella toarcensis Bizon, 1960 †
- Cytherella tortuosa Luebimova, 1955 †
- Cytherella transversa Speyer, 1863 †
- Cytherella triangulisulcata Poag, 1972 †
- Cytherella triestina Kollmann, 1962 †
- Cytherella truncata Brady, 1869
- Cytherella truncata (Bosquet, 1847) Jones, 1870 †
- Cytherella tuberculifera Alexander, 1929 †
- Cytherella tulensis (Semenow & Moeller, 1864) Tchernyshev, 1941 †
- Cytherella tumidoidea Bold, 1946 †
- Cytherella tumidosa Alexander, 1934 †
- Cytherella turgida Donze, 1964 †
- Cytherella turgidula Alexander, 1934 †
- Cytherella tyronica (Jones, 1859) Bassler & Kellett, 1934 †
- Cytherella ubaghsi Veen, 1932 †
- Cytherella uddeni Berry, 1925 †
- Cytherella ukrainkaensis Luebimova, 1955 †
- Cytherella ulmensis Guembel, 1871 †
- Cytherella umbilica Bate, 1975 †
- Cytherella undata Lienenklaus, 1900 †
- Cytherella ungarensis Luebimova, 1965 †
- Cytherella unguiformis Kollmann, 1962 †
- Cytherella unioniformis Herrick, 1891 †
- Cytherella utilis Bertels, 1968 †
- Cytherella valanginiana Neale, 1962 †
- Cytherella vandenboldi Sissingh, 1972 †
- Cytherella vellicata Bonaduce, Ruggieri, Russo & Bismuth, 1992 †
- Cytherella ventroconcava Neale & Singh, 1985 †
- Cytherella ventroinflata Kollmann, 1962 †
- Cytherella ventropleura Swain & Peterson, 1952 †
- Cytherella venusta Brady, 1880
- Cytherella vermilionensis Kontrovitz, 1976
- Cytherella vermillionensis Kontrovitz, 1976
- Cytherella vesiculosa Chapman, 1902
- Cytherella vizcainoensis McKenzie & Swain, 1967
- Cytherella volubilis Luebimova, 1965 †
- Cytherella vraspillaii Scott, 1905
- Cytherella vulgata Ruggieri, 1962 †
- Cytherella vulgatella Aiello, Barra, Bonaduce & Russo, 1996
- Cytherella watkinsi Coryell & Sample, 1932 †
- Cytherella woltersdorfi Oertli, 1959 †
- Cytherella xainzaensis Ye (Chun-Hui), 1987 †
- Cytherella xuwenensis Gou & Zheng in Gou, Zheng & Huang, 1983 †
- Cytherella yaoshou Hu & Tao, 2008 †